# Grube Habsburg
Die Grube Habsburg ist eine ehemalige Eisen-Grube des Bensberger Erzreviers in Bergisch Gladbach. Das Gelände gehört zum Stadtteil Gronau. Aufgrund eines Mutungsgesuchs vom 23. Februar 1856 unter dem Namen Rudolph wurde am 5. Oktober 1856 die Verleihungsurkunde mit dem Namen Habsburg auf Eisenstein erteilt. Mitten im Naturschutzgebiet Gierather Wald dehnte sich das Grubenfeld Habsburg aus. Wo die Hasselstraße nicht mehr asphaltiert ist und in östlicher Richtung in den Refrather Wald als Wanderweg übergeht, folgt nach kurzer Zeit eine Kreuzung mit dem Wanderweg, der vom Kickehäuschen nach Strunden führt. Diese Kreuzung überquert man in östlicher Richtung und geht noch circa 130 m weiter geradeaus. Etwa 100 m in nördlicher Richtung in den Wald hinein steht man am Fundpunkt der Grube Habsburg. Mit etwas Phantasie erkennt man wellige Spuren als Hinterlassenschaft von Schurfarbeiten im Gelände, die sich bis zum Hasselbach und teilweise darüber hinaus auf den Deutzer Weiher zu erstrecken. Über die Betriebstätigkeiten ist nichts Näheres bekannt.